# قائمة مجلدات المحقق كونان (61-80)
إصدارات مانغا المحقق كونان عادة ما تكون من كتابة وتأليف غوشو أوياما، أول إصدار من هذه المانغا كان في 18 يونيو 1994 ، واستمر الإصدار حيث وصل عدد الفصول إلى أكثر من 1010 فصلًا واضعة المانغا الخاصة بالمحقق كونان في المرتبة الـ 21 من ناحية أكثر المانغا إصدارًا، وفي 18 أغسطس 2016 تم الوصول إلى الإصدار المجلد التسعين من هذه السلسة، بعد أن كان الإصدار الأول لها في 1994.
وقد تم الترخيص نشر سلسلة المانغا في كثير من بلدان العالم مثل الصين، فرنسا، ألمانيا، إندونيسيا، وفنلندا. في الولايات المتحدة وبعد حصول FUNimation للترفيه علي تصريح، حصلت Viz Media على حقوق طبع المانغا وتم تغيير الاسم إلى Case Closed أو القضية مغلقة مع تغيير أسماء بعض الشخصيات لتجنب صراع حول حقوق الملكية الفكرية. وتم إصدار أول نسخة باللغة الإنجليزية في 7 سبتمبر 2004. لكن في 22 يوليو 2009 حصلت Viz Media على ترخيص نشر المانغا على الشبكة العنكبوتية، فتم تحميل أول فصل على الإنترنت في 21 أكتوبر 2009.
تعد مانغا المحقق كونان من بين أطول سلاسل المانغا. فمنذ بداية إصدار المانغا في 1994 ولغاية، تم بيع أكثر من 201 مليون نسخة، مما جعله رابع الترتيب في قائمة أكثر المانغا مبيعاً في تاريخ الأنيمي والثاني في الترتيب على مستوى اليابان. هذا الكم الهائل من المبيعات كان متوافقاً مع حصول نسخ المانغا على ترتيب متقدم في قوائم المانجا الأكثر مبيعا. وفي عام 2001. فاز بجائزة شوغاكوكين من خلال استطلاع على الانترنت، كان أغلب مشاركاته من شباب في منتصف العشرينات، حيث اعتبر واحداً من أكبر ثلاث إصادرات المانجا أراد متابعوه أن يستمر في إصداره.

## المجلدات 61 - 80
| المجلد     | تاريخ الصدور                                                             | ردمك | الشخصيات | الشخصيات |
| المجلد     | تاريخ الصدور                                                             | ردمك | الشخصية المفتاح | المحقق |
| ---------- | ------------------------------------------------------------------------ | --- | --- | --- |
| ''''61'''' | 3 ابريل 2008                                                             | ISBN 978-4-09-121340-2                                                                                                   | جيروكيچي سوزوكي | كوكو |
| الفصل      | العنوان                                                                  | الحلقات المقابلة | الحلقات المقابلة | الحلقات المقابلة |
| 631        | الظفر الأرجواني 紫紅の爪                                                 | 515: سحر انتقال كايتو كيد الفوري                                                                                         | 515: سحر انتقال كايتو كيد الفوري                                                                                         | 515: سحر انتقال كايتو كيد الفوري                                                                                         |
| 632        | حركة فورية 瞬間移動                                                      | 515: سحر انتقال كايتو كيد الفوري                                                                                         | 515: سحر انتقال كايتو كيد الفوري                                                                                         | 515: سحر انتقال كايتو كيد الفوري                                                                                         |
| 633        | ثلاث مُحرَّمات 3つのタブー                                                  | 515: سحر انتقال كايتو كيد الفوري                                                                                         | 515: سحر انتقال كايتو كيد الفوري                                                                                         | 515: سحر انتقال كايتو كيد الفوري                                                                                         |
| 634        | صفر Zero                                                                 | 515: سحر انتقال كايتو كيد الفوري                                                                                         | 515: سحر انتقال كايتو كيد الفوري                                                                                         | 515: سحر انتقال كايتو كيد الفوري                                                                                         |
| 635        | حرق 燃える                                                               | 524-525: شرارة الكراهية الزرقاء                                                                                          | 524-525: شرارة الكراهية الزرقاء                                                                                          | 524-525: شرارة الكراهية الزرقاء                                                                                          |
| 636        | سبب الحريق 火種                                                          | 524-525: شرارة الكراهية الزرقاء                                                                                          | 524-525: شرارة الكراهية الزرقاء                                                                                          | 524-525: شرارة الكراهية الزرقاء                                                                                          |
| 637        | فرقعة バチバチ                                                           | 524-525: شرارة الكراهية الزرقاء                                                                                          | 524-525: شرارة الكراهية الزرقاء                                                                                          | 524-525: شرارة الكراهية الزرقاء                                                                                          |
| 638        | طائرة ورقية 紙飛行機                                                     | 510-511: كونان ضد الشفرة المزدوجة الغامضة و استعراض التحري: شينچي ضد سوبارو أوكيا                                        | 510-511: كونان ضد الشفرة المزدوجة الغامضة و استعراض التحري: شينچي ضد سوبارو أوكيا                                        | 510-511: كونان ضد الشفرة المزدوجة الغامضة و استعراض التحري: شينچي ضد سوبارو أوكيا                                        |
| 639        | مساج メッセージ                                                          | 510-511: كونان ضد الشفرة المزدوجة الغامضة و استعراض التحري: شينچي ضد سوبارو أوكيا                                        | 510-511: كونان ضد الشفرة المزدوجة الغامضة و استعراض التحري: شينچي ضد سوبارو أوكيا                                        | 510-511: كونان ضد الشفرة المزدوجة الغامضة و استعراض التحري: شينچي ضد سوبارو أوكيا                                        |
| 640        | إنقاذ レスキュー                                                         | 510-511: كونان ضد الشفرة المزدوجة الغامضة و استعراض التحري: شينچي ضد سوبارو أوكيا                                        | 510-511: كونان ضد الشفرة المزدوجة الغامضة و استعراض التحري: شينچي ضد سوبارو أوكيا                                        | 510-511: كونان ضد الشفرة المزدوجة الغامضة و استعراض التحري: شينچي ضد سوبارو أوكيا                                        |
| 641        | هدم メッセージ                                                           | 526: هدية من المذنب الحقيقي                                                                                              | 526: هدية من المذنب الحقيقي                                                                                              | 526: هدية من المذنب الحقيقي                                                                                              |
| المجلد     | تاريخ الصدور                                                             | ردمك | الشخصيات | الشخصيات |
| المجلد     | تاريخ الصدور                                                             | ردمك | الشخصية المفتاح | المحقق |
| ''''62'''' | 11 أغسطس 2008                                                            | ISBN 978-4-09-121464-5                                                                                                   | شيريغامي-ساما | مانابو يوكاوا |
| الفصل      | العنوان                                                                  | الحلقات المقابلة | الحلقات المقابلة | الحلقات المقابلة |
| 642        | الصداقة الكاذبة 偽りの友情                                               | 526: هدية من المذنب الحقيقي                                                                                              | 526: هدية من المذنب الحقيقي                                                                                              | 526: هدية من المذنب الحقيقي                                                                                              |
| 643        | أجنحة إيكاروس イカロスの翼                                               | 528-529: قوة فوق الغموض                                                                                                  | 528-529: قوة فوق الغموض                                                                                                  | 528-529: قوة فوق الغموض                                                                                                  |
| 644        | ثأر 返し技                                                               | 528-529: قوة فوق الغموض                                                                                                  | 528-529: قوة فوق الغموض                                                                                                  | 528-529: قوة فوق الغموض                                                                                                  |
| 645        | إصابة غير مقصودة ケガの功名                                              | 528-529: قوة فوق الغموض                                                                                                  | 528-529: قوة فوق الغموض                                                                                                  | 528-529: قوة فوق الغموض                                                                                                  |
| 646        | قرية العداء 憎悪の村                                                     | 521-522: القاتل، شينچي كودو و وجه شينچي الحقيقي ودموع ران                                                                | 521-522: القاتل، شينچي كودو و وجه شينچي الحقيقي ودموع ران                                                                | 521-522: القاتل، شينچي كودو و وجه شينچي الحقيقي ودموع ران                                                                |
| 647        | الذاكرة المفقودة 失われた記憶                                            | 521-522: القاتل، شينچي كودو و وجه شينچي الحقيقي ودموع ران                                                                | 521-522: القاتل، شينچي كودو و وجه شينچي الحقيقي ودموع ران                                                                | 521-522: القاتل، شينچي كودو و وجه شينچي الحقيقي ودموع ران                                                                |
| 648        | قتل شينچي كودو 工藤新一の殺人                                            | 521-522: القاتل، شينچي كودو و وجه شينچي الحقيقي ودموع ران                                                                | 521-522: القاتل، شينچي كودو و وجه شينچي الحقيقي ودموع ران                                                                | 521-522: القاتل، شينچي كودو و وجه شينچي الحقيقي ودموع ران                                                                |
| 649        | شيراگامي-ساما 死羅神様                                                   | 521-522: القاتل، شينچي كودو و وجه شينچي الحقيقي ودموع ران                                                                | 521-522: القاتل، شينچي كودو و وجه شينچي الحقيقي ودموع ران                                                                | 521-522: القاتل، شينچي كودو و وجه شينچي الحقيقي ودموع ران                                                                |
| 650        | دموع لا نهاية لها 止まらぬ涙                                             | 521-522: القاتل، شينچي كودو و وجه شينچي الحقيقي ودموع ران                                                                | 521-522: القاتل، شينچي كودو و وجه شينچي الحقيقي ودموع ران                                                                | 521-522: القاتل، شينچي كودو و وجه شينچي الحقيقي ودموع ران                                                                |
| 651        | الوجه الحقيقي 正体                                                       | 521-522: القاتل، شينچي كودو و وجه شينچي الحقيقي ودموع ران                                                                | 521-522: القاتل، شينچي كودو و وجه شينچي الحقيقي ودموع ران                                                                | 521-522: القاتل، شينچي كودو و وجه شينچي الحقيقي ودموع ران                                                                |
| 652        | الشيء الذي تريد سؤاله حقًّا ホントに聞きたいコ                             | 521-522: القاتل، شينچي كودو و وجه شينچي الحقيقي ودموع ران                                                                | 521-522: القاتل، شينچي كودو و وجه شينچي الحقيقي ودموع ران                                                                | 521-522: القاتل، شينچي كودو و وجه شينچي الحقيقي ودموع ران                                                                |
| المجلد     | تاريخ الصدور                                                             | ردمك | الشخصيات | الشخصيات |
| المجلد     | تاريخ الصدور                                                             | ردمك | الشخصية المفتاح | المحقق |
| ''''63'''' | 7 نوفمبر 2008                                                            | ISBN 978-4-09-121513-0                                                                                                   | غينجي كوجيما | دايسوكي كانبي |
| الفصل      | العنوان                                                                  | الحلقات المقابلة | الحلقات المقابلة | الحلقات المقابلة |
| 653        | تحقيقي オレの推理                                                        | 521-522: القاتل، شينچي كودو و وجه شينچي الحقيقي ودموع ران                                                                | 521-522: القاتل، شينچي كودو و وجه شينچي الحقيقي ودموع ران                                                                | 521-522: القاتل، شينچي كودو و وجه شينچي الحقيقي ودموع ران                                                                |
| 654        | إجابة التحقيق 推理の答え                                                 | 521-522: القاتل، شينچي كودو و وجه شينچي الحقيقي ودموع ران                                                                | 521-522: القاتل، شينچي كودو و وجه شينچي الحقيقي ودموع ران                                                                | 521-522: القاتل، شينچي كودو و وجه شينچي الحقيقي ودموع ران                                                                |
| 655        | السلاح الذي يدور 回る凶器                                                | 549-550: غموض السوشي الذي يدور                                                                                           | 549-550: غموض السوشي الذي يدور                                                                                           | 549-550: غموض السوشي الذي يدور                                                                                           |
| 656        | تصويب بدقَّة 狙い撃ち                                                      | 549-550: غموض السوشي الذي يدور                                                                                           | 549-550: غموض السوشي الذي يدور                                                                                           | 549-550: غموض السوشي الذي يدور                                                                                           |
| 657        | معلومات حول مكان السم 毒物のありか                                       | 549-550: غموض السوشي الذي يدور                                                                                           | 549-550: غموض السوشي الذي يدور                                                                                           | 549-550: غموض السوشي الذي يدور                                                                                           |
| 658        | خنزير، غزال، فراشة إِينو شِيكا چوٌ 猪・鹿・蝶                               | 551-552: المتهم هو والد گينتا                                                                                            | 551-552: المتهم هو والد گينتا                                                                                            | 551-552: المتهم هو والد گينتا                                                                                            |
| 659        | 801 وشاكُوهاچِي والصف الأول 八百一と尺八と一品                             | 551-552: المتهم هو والد گينتا                                                                                            | 551-552: المتهم هو والد گينتا                                                                                            | 551-552: المتهم هو والد گينتا                                                                                            |
| 660        | حقيقة المسابقة 選手権の目的                                              | 551-552: المتهم هو والد گينتا                                                                                            | 551-552: المتهم هو والد گينتا                                                                                            | 551-552: المتهم هو والد گينتا                                                                                            |
| 661        | الساحرة الفضية 銀白の魔女                                                | 545-546: الساحرة المُتستِّرة بالضباب                                                                                        | 545-546: الساحرة المُتستِّرة بالضباب                                                                                        | 545-546: الساحرة المُتستِّرة بالضباب                                                                                        |
| 662        | FD أبيض 白のFD                                                           | 545-546: الساحرة المُتستِّرة بالضباب                                                                                        | 545-546: الساحرة المُتستِّرة بالضباب                                                                                        | 545-546: الساحرة المُتستِّرة بالضباب                                                                                        |
| 663        | هوية الساحرة الحقيقية 魔女の正体                                         | 545-546: الساحرة المُتستِّرة بالضباب                                                                                        | 545-546: الساحرة المُتستِّرة بالضباب                                                                                        | 545-546: الساحرة المُتستِّرة بالضباب                                                                                        |
| المجلد     | تاريخ الصدور                                                             | ردمك | الشخصيات | الشخصيات |
| المجلد     | تاريخ الصدور                                                             | ردمك | الشخصية المفتاح | المحقق |
| ''''64'''' | 2 أأبريل 2009                                                            | ISBN 978-4-09-121892-6                                                                                                   | كيوناغا ماتسوموتو | المفتش زينيغاتا |
| الفصل      | العنوان                                                                  | الحلقات المقابلة | الحلقات المقابلة | الحلقات المقابلة |
| 664        | صخرة إِيكَّاكُو 一角岩                                                       | 542-513: السمك المختفي عند صخرة إيكّاكو                                                                                   | 542-513: السمك المختفي عند صخرة إيكّاكو                                                                                   | 542-513: السمك المختفي عند صخرة إيكّاكو                                                                                   |
| 665        | سمك الماكريل والشبوط والأبراميس البحري والمفلطح サバ・コイ・タイ・ヒラメ | 542-513: السمك المختفي عند صخرة إيكّاكو                                                                                   | 542-513: السمك المختفي عند صخرة إيكّاكو                                                                                   | 542-513: السمك المختفي عند صخرة إيكّاكو                                                                                   |
| 666        | تعطُّش للدم 殺気                                                           | 542-513: السمك المختفي عند صخرة إيكّاكو                                                                                   | 542-513: السمك المختفي عند صخرة إيكّاكو                                                                                   | 542-513: السمك المختفي عند صخرة إيكّاكو                                                                                   |
| 667        | جُرح 傷                                                                   | 532-533: جرح الحب الأول والجرح الذي يستدعي الماضي                                                                        | 532-533: جرح الحب الأول والجرح الذي يستدعي الماضي                                                                        | 532-533: جرح الحب الأول والجرح الذي يستدعي الماضي                                                                        |
| 668        | فتى الذكريات 思い出の少年                                                | 532-533: جرح الحب الأول والجرح الذي يستدعي الماضي                                                                        | 532-533: جرح الحب الأول والجرح الذي يستدعي الماضي                                                                        | 532-533: جرح الحب الأول والجرح الذي يستدعي الماضي                                                                        |
| 669        | گارِي-كُون ガリ君                                                          | 532-533: جرح الحب الأول والجرح الذي يستدعي الماضي                                                                        | 532-533: جرح الحب الأول والجرح الذي يستدعي الماضي                                                                        | 532-533: جرح الحب الأول والجرح الذي يستدعي الماضي                                                                        |
| 670        | الرجل الذي يُصفِّر 口笛の男                                                 | 534-535: الجرح الجديد والرجل الذي يُصفِّر جرح قديم وروح المتحري                                                             | 534-535: الجرح الجديد والرجل الذي يُصفِّر جرح قديم وروح المتحري                                                             | 534-535: الجرح الجديد والرجل الذي يُصفِّر جرح قديم وروح المتحري                                                             |
| 671        | الاتصال つながり                                                         | 534-535: الجرح الجديد والرجل الذي يُصفِّر جرح قديم وروح المتحري                                                             | 534-535: الجرح الجديد والرجل الذي يُصفِّر جرح قديم وروح المتحري                                                             | 534-535: الجرح الجديد والرجل الذي يُصفِّر جرح قديم وروح المتحري                                                             |
| 672        | ESWN {{{3}}}                                                             | 534-535: الجرح الجديد والرجل الذي يُصفِّر جرح قديم وروح المتحري                                                             | 534-535: الجرح الجديد والرجل الذي يُصفِّر جرح قديم وروح المتحري                                                             | 534-535: الجرح الجديد والرجل الذي يُصفِّر جرح قديم وروح المتحري                                                             |
| 673        | النمط المُعتاد よくあるパターン                                           | 534-535: الجرح الجديد والرجل الذي يُصفِّر جرح قديم وروح المتحري                                                             | 534-535: الجرح الجديد والرجل الذي يُصفِّر جرح قديم وروح المتحري                                                             | 534-535: الجرح الجديد والرجل الذي يُصفِّر جرح قديم وروح المتحري                                                             |
| 674        | تانوكي الحديدي 鉄狸                                                      | 537-538: كايتو كيد ضد الخزنة الأمنية الأقوى                                                                              | 537-538: كايتو كيد ضد الخزنة الأمنية الأقوى                                                                              | 537-538: كايتو كيد ضد الخزنة الأمنية الأقوى                                                                              |
| المجلد     | تاريخ الصدور                                                             | ردمك | الشخصيات | الشخصيات |
| المجلد     | تاريخ الصدور                                                             | ردمك | الشخصية المفتاح | المحقق |
| ''''65'''' | 18 أغسطس 2009                                                            | ISBN 978-4-09-121717-2                                                                                                   | كومي | روبرت لانغدون |
| الفصل      | العنوان                                                                  | الحلقات المقابلة | الحلقات المقابلة | الحلقات المقابلة |
| 675        | الاختباء 潜伏                                                            | 537-538: كايتو كيد ضد الخزنة الأمنية الأقوى                                                                              | 537-538: كايتو كيد ضد الخزنة الأمنية الأقوى                                                                              | 537-538: كايتو كيد ضد الخزنة الأمنية الأقوى                                                                              |
| 676        | فك القفل 解錠                                                            | 537-538: كايتو كيد ضد الخزنة الأمنية الأقوى                                                                              | 537-538: كايتو كيد ضد الخزنة الأمنية الأقوى                                                                              | 537-538: كايتو كيد ضد الخزنة الأمنية الأقوى                                                                              |
| 677        | الرجل المُقدَّر 運命の人                                                    | 563-564: فتيان التحري ضد مجموعة اللصوص                                                                                   | 563-564: فتيان التحري ضد مجموعة اللصوص                                                                                   | 563-564: فتيان التحري ضد مجموعة اللصوص                                                                                   |
| 678        | فخ 罠                                                                    | 563-564: فتيان التحري ضد مجموعة اللصوص                                                                                   | 563-564: فتيان التحري ضد مجموعة اللصوص                                                                                   | 563-564: فتيان التحري ضد مجموعة اللصوص                                                                                   |
| 679        | القلب المُهتز 揺れる心                                                    | 563-564: فتيان التحري ضد مجموعة اللصوص                                                                                   | 563-564: فتيان التحري ضد مجموعة اللصوص                                                                                   | 563-564: فتيان التحري ضد مجموعة اللصوص                                                                                   |
| 680        | برفقة شخصين خطيرين 危険な2人連れ                                         | 557: حفلة خطيرة لشخصين                                                                                                   | 557: حفلة خطيرة لشخصين                                                                                                   | 557: حفلة خطيرة لشخصين                                                                                                   |
| 681        | نصف-قتل 半殺し                                                           | 557: حفلة خطيرة لشخصين                                                                                                   | 557: حفلة خطيرة لشخصين                                                                                                   | 557: حفلة خطيرة لشخصين                                                                                                   |
| 682        | جدار أحمر 赤い壁                                                         | 558-561: قصر الموت والحائط الأحمر                                                                                        | 558-561: قصر الموت والحائط الأحمر                                                                                        | 558-561: قصر الموت والحائط الأحمر                                                                                        |
| 683        | في اليد 掌中                                                             | 558-561: قصر الموت والحائط الأحمر                                                                                        | 558-561: قصر الموت والحائط الأحمر                                                                                        | 558-561: قصر الموت والحائط الأحمر                                                                                        |
| 684        | الكومي المُتأخر 死せる孔明                                                | 558-561: قصر الموت والحائط الأحمر                                                                                        | 558-561: قصر الموت والحائط الأحمر                                                                                        | 558-561: قصر الموت والحائط الأحمر                                                                                        |
| 685        | اجعل الأصدقاء يسرعون 生ける仲達を走らす                                  | 558-561: قصر الموت والحائط الأحمر                                                                                        | 558-561: قصر الموت والحائط الأحمر                                                                                        | 558-561: قصر الموت والحائط الأحمر                                                                                        |
| المجلد     | تاريخ الصدور                                                             | ردمك | الشخصيات | الشخصيات |
| المجلد     | تاريخ الصدور                                                             | ردمك | الشخصية المفتاح | المحقق |
| ''''66'''' | 18 نوفمبر 2009                                                           | ISBN 978-4-09-122048-6                                                                                                   | يوي أوهارا | أكوجورو سينبو |
| الفصل      | العنوان                                                                  | الحلقات المقابلة | الحلقات المقابلة | الحلقات المقابلة |
| 686        | طعم رائع 好餌                                                            | 558-561: قصر الموت والحائط الأحمر                                                                                        | 558-561: قصر الموت والحائط الأحمر                                                                                        | 558-561: قصر الموت والحائط الأحمر                                                                                        |
| 687        | ذاكرة 思い出                                                             | 568-569: المحقق شيراتوري، ذكريات الساكورا                                                                                | 568-569: المحقق شيراتوري، ذكريات الساكورا                                                                                | 568-569: المحقق شيراتوري، ذكريات الساكورا                                                                                |
| 688        | سقوط الساكورا サクラチル                                                 | 568-569: المحقق شيراتوري، ذكريات الساكورا                                                                                | 568-569: المحقق شيراتوري، ذكريات الساكورا                                                                                | 568-569: المحقق شيراتوري، ذكريات الساكورا                                                                                |
| 689        | تفتُّح الساكورا サクラサク                                                 | 568-569: المحقق شيراتوري، ذكريات الساكورا                                                                                | 568-569: المحقق شيراتوري، ذكريات الساكورا                                                                                | 568-569: المحقق شيراتوري، ذكريات الساكورا                                                                                |
| 690        | المستودع المسكون もののけ倉                                              | 571-572: معركة كنز المستودع المسكور                                                                                      | 571-572: معركة كنز المستودع المسكور                                                                                      | 571-572: معركة كنز المستودع المسكور                                                                                      |
| 691        | كونان ضد المتحرين الصغارコナン 探偵団 '                                  | 571-572: معركة كنز المستودع المسكور                                                                                      | 571-572: معركة كنز المستودع المسكور                                                                                      | 571-572: معركة كنز المستودع المسكور                                                                                      |
| 692        | سر المستودع 倉の秘密                                                     | 571-572: معركة كنز المستودع المسكور                                                                                      | 571-572: معركة كنز المستودع المسكور                                                                                      | 571-572: معركة كنز المستودع المسكور                                                                                      |
| 693        | عملية استعادة الرقية お守り奪還作戦                                      | 573-574: مكان الرقية المخجلة                                                                                             | 573-574: مكان الرقية المخجلة                                                                                             | 573-574: مكان الرقية المخجلة                                                                                             |
| 694        | اللعبة الأعظم 最高の試合                                                 | 573-574: مكان الرقية المخجلة                                                                                             | 573-574: مكان الرقية المخجلة                                                                                             | 573-574: مكان الرقية المخجلة                                                                                             |
| 695        | مرض-متقلب المزاج - 意地悪                                                | 573-574: مكان الرقية المخجلة                                                                                             | 573-574: مكان الرقية المخجلة                                                                                             | 573-574: مكان الرقية المخجلة                                                                                             |
| 696        | لولي القوطية ゴスロリ                                                    | 575-576: حجة غياب الرداء الأسود                                                                                          | 575-576: حجة غياب الرداء الأسود                                                                                          | 575-576: حجة غياب الرداء الأسود                                                                                          |
| المجلد     | تاريخ الصدور                                                             | ردمك | الشخصيات | الشخصيات |
| المجلد     | تاريخ الصدور                                                             | ردمك | الشخصية المفتاح | المحقق |
| ''''67'''' | 18 فبراير 2010                                                           | ISBN 978-4-09-122146-9                                                                                                   | كيانتي | كانكي إباراجي |
| الفصل      | العنوان                                                                  | الحلقات المقابلة | الحلقات المقابلة | الحلقات المقابلة |
| 697        | لعنة الموضة 呪いのファッション!?                                         | 575-576: حجة غياب الرداء الأسود                                                                                          | 575-576: حجة غياب الرداء الأسود                                                                                          | 575-576: حجة غياب الرداء الأسود                                                                                          |
| 698        | شيء هشّ وغير مُحدَّد 不確かでもろい物                                        | 575-576: حجة غياب الرداء الأسود                                                                                          | 575-576: حجة غياب الرداء الأسود                                                                                          | 575-576: حجة غياب الرداء الأسود                                                                                          |
| 699        | الغد هناك 明日があるさ                                                   | 578-581: الكارثة المجلوبة من قِبل نذير النحس الأحمر واقتراح الثالث عشر الأسود واقتراب المهلة السوداء والهدف الأحمر المهتز | 578-581: الكارثة المجلوبة من قِبل نذير النحس الأحمر واقتراح الثالث عشر الأسود واقتراب المهلة السوداء والهدف الأحمر المهتز | 578-581: الكارثة المجلوبة من قِبل نذير النحس الأحمر واقتراح الثالث عشر الأسود واقتراب المهلة السوداء والهدف الأحمر المهتز |
| 700        | منطقة خطيرة 危険なエリア                                                 | 578-581: الكارثة المجلوبة من قِبل نذير النحس الأحمر واقتراح الثالث عشر الأسود واقتراب المهلة السوداء والهدف الأحمر المهتز | 578-581: الكارثة المجلوبة من قِبل نذير النحس الأحمر واقتراح الثالث عشر الأسود واقتراب المهلة السوداء والهدف الأحمر المهتز | 578-581: الكارثة المجلوبة من قِبل نذير النحس الأحمر واقتراح الثالث عشر الأسود واقتراب المهلة السوداء والهدف الأحمر المهتز |
| 701        | تلميح الأحمر و13 赤と13の暗示                                            | 578-581: الكارثة المجلوبة من قِبل نذير النحس الأحمر واقتراح الثالث عشر الأسود واقتراب المهلة السوداء والهدف الأحمر المهتز | 578-581: الكارثة المجلوبة من قِبل نذير النحس الأحمر واقتراح الثالث عشر الأسود واقتراب المهلة السوداء والهدف الأحمر المهتز | 578-581: الكارثة المجلوبة من قِبل نذير النحس الأحمر واقتراح الثالث عشر الأسود واقتراب المهلة السوداء والهدف الأحمر المهتز |
| 702        | تصويب المُفجِّر-هان 爆弾犯の狙い                                            | 578-581: الكارثة المجلوبة من قِبل نذير النحس الأحمر واقتراح الثالث عشر الأسود واقتراب المهلة السوداء والهدف الأحمر المهتز | 578-581: الكارثة المجلوبة من قِبل نذير النحس الأحمر واقتراح الثالث عشر الأسود واقتراب المهلة السوداء والهدف الأحمر المهتز | 578-581: الكارثة المجلوبة من قِبل نذير النحس الأحمر واقتراح الثالث عشر الأسود واقتراب المهلة السوداء والهدف الأحمر المهتز |
| 703        | الحقيقة حول العاصفة الثلجية 吹雪の中の真実                               | 578-581: الكارثة المجلوبة من قِبل نذير النحس الأحمر واقتراح الثالث عشر الأسود واقتراب المهلة السوداء والهدف الأحمر المهتز | 578-581: الكارثة المجلوبة من قِبل نذير النحس الأحمر واقتراح الثالث عشر الأسود واقتراب المهلة السوداء والهدف الأحمر المهتز | 578-581: الكارثة المجلوبة من قِبل نذير النحس الأحمر واقتراح الثالث عشر الأسود واقتراب المهلة السوداء والهدف الأحمر المهتز |
| 704        | اصطدام صامت 静かなる戦い                                                 | 578-581: الكارثة المجلوبة من قِبل نذير النحس الأحمر واقتراح الثالث عشر الأسود واقتراب المهلة السوداء والهدف الأحمر المهتز | 578-581: الكارثة المجلوبة من قِبل نذير النحس الأحمر واقتراح الثالث عشر الأسود واقتراب المهلة السوداء والهدف الأحمر المهتز | 578-581: الكارثة المجلوبة من قِبل نذير النحس الأحمر واقتراح الثالث عشر الأسود واقتراب المهلة السوداء والهدف الأحمر المهتز |
| 705        | حب كوباياشِي-سينسي 小林先生の恋                                           | 583-585: حب كوباياشي-سينسي وحب المفتش شيراتوري الضائع وحب الساكورا غير المُحدَّد بزمن                                       | 583-585: حب كوباياشي-سينسي وحب المفتش شيراتوري الضائع وحب الساكورا غير المُحدَّد بزمن                                       | 583-585: حب كوباياشي-سينسي وحب المفتش شيراتوري الضائع وحب الساكورا غير المُحدَّد بزمن                                       |
| 706        | خطأ في فهم كوباياشي-سينسي 小林先生の誤解                                 | 583-585: حب كوباياشي-سينسي وحب المفتش شيراتوري الضائع وحب الساكورا غير المُحدَّد بزمن                                       | 583-585: حب كوباياشي-سينسي وحب المفتش شيراتوري الضائع وحب الساكورا غير المُحدَّد بزمن                                       | 583-585: حب كوباياشي-سينسي وحب المفتش شيراتوري الضائع وحب الساكورا غير المُحدَّد بزمن                                       |
| 707        | فتاة الساكورا هي؟ 桜の少女は？                                           | 583-585: حب كوباياشي-سينسي وحب المفتش شيراتوري الضائع وحب الساكورا غير المُحدَّد بزمن                                       | 583-585: حب كوباياشي-سينسي وحب المفتش شيراتوري الضائع وحب الساكورا غير المُحدَّد بزمن                                       | 583-585: حب كوباياشي-سينسي وحب المفتش شيراتوري الضائع وحب الساكورا غير المُحدَّد بزمن                                       |
| المجلد     | تاريخ الصدور                                                             | ردمك | الشخصيات | الشخصيات |
| المجلد     | تاريخ الصدور                                                             | ردمك | الشخصية المفتاح | المحقق |
| ''''68'''' | 18 مايو 2010                                                             | ISBN 978-4-09-122290-9                                                                                                   | ساميزو كيتشيمون | بانَاي تاراو |
| الفصل      | العنوان                                                                  | الحلقات المقابلة | الحلقات المقابلة | الحلقات المقابلة |
| 708        | الساكورا في تفتحها الكامل 桜, 満開                                       | 583-585: حب كوباياشي-سينسي وحب المفتش شيراتوري الضائع وحب الساكورا غير المُحدَّد بزمن                                       | 583-585: حب كوباياشي-سينسي وحب المفتش شيراتوري الضائع وحب الساكورا غير المُحدَّد بزمن                                       | 583-585: حب كوباياشي-سينسي وحب المفتش شيراتوري الضائع وحب الساكورا غير المُحدَّد بزمن                                       |
| 709        | سوء حظ إيري كيساكي 妃英里の災難                                          | 589-590: أسوأ عيد ميلاد                                                                                                  | 589-590: أسوأ عيد ميلاد                                                                                                  | 589-590: أسوأ عيد ميلاد                                                                                                  |
| 710        | ارتفع ثم انخفض؟ 落として上げる?                                          | 589-590: أسوأ عيد ميلاد                                                                                                  | 589-590: أسوأ عيد ميلاد                                                                                                  | 589-590: أسوأ عيد ميلاد                                                                                                  |
| 711        | أفضل عيد ميلاد 最高の誕生日                                              | 589-590: أسوأ عيد ميلاد                                                                                                  | 589-590: أسوأ عيد ميلاد                                                                                                  | 589-590: أسوأ عيد ميلاد                                                                                                  |
| 712        | تنين سماوي 青龍                                                          | 585-587: حب الساكورا غير المُحدَّد بزمن وقرن كيرين الذي اختفى في الظلام وكيد ضد الأرواح الأربعة لفريق المتحرين الصغار       | 585-587: حب الساكورا غير المُحدَّد بزمن وقرن كيرين الذي اختفى في الظلام وكيد ضد الأرواح الأربعة لفريق المتحرين الصغار       | 585-587: حب الساكورا غير المُحدَّد بزمن وقرن كيرين الذي اختفى في الظلام وكيد ضد الأرواح الأربعة لفريق المتحرين الصغار       |
| 713        | طائر قرمزي 朱雀                                                          | 585-587: حب الساكورا غير المُحدَّد بزمن وقرن كيرين الذي اختفى في الظلام وكيد ضد الأرواح الأربعة لفريق المتحرين الصغار       | 585-587: حب الساكورا غير المُحدَّد بزمن وقرن كيرين الذي اختفى في الظلام وكيد ضد الأرواح الأربعة لفريق المتحرين الصغار       | 585-587: حب الساكورا غير المُحدَّد بزمن وقرن كيرين الذي اختفى في الظلام وكيد ضد الأرواح الأربعة لفريق المتحرين الصغار       |
| 714        | نمر أبيض 白虎                                                            | 585-587: حب الساكورا غير المُحدَّد بزمن وقرن كيرين الذي اختفى في الظلام وكيد ضد الأرواح الأربعة لفريق المتحرين الصغار       | 585-587: حب الساكورا غير المُحدَّد بزمن وقرن كيرين الذي اختفى في الظلام وكيد ضد الأرواح الأربعة لفريق المتحرين الصغار       | 585-587: حب الساكورا غير المُحدَّد بزمن وقرن كيرين الذي اختفى في الظلام وكيد ضد الأرواح الأربعة لفريق المتحرين الصغار       |
| 715        | سلحفاة سوداء 玄武                                                        | 585-587: حب الساكورا غير المُحدَّد بزمن وقرن كيرين الذي اختفى في الظلام وكيد ضد الأرواح الأربعة لفريق المتحرين الصغار       | 585-587: حب الساكورا غير المُحدَّد بزمن وقرن كيرين الذي اختفى في الظلام وكيد ضد الأرواح الأربعة لفريق المتحرين الصغار       | 585-587: حب الساكورا غير المُحدَّد بزمن وقرن كيرين الذي اختفى في الظلام وكيد ضد الأرواح الأربعة لفريق المتحرين الصغار       |
| 716        | عيد الديك 酉の市                                                         | 592-593: التحقيق في قضية القرد والتسعة                                                                                   | 592-593: التحقيق في قضية القرد والتسعة                                                                                   | 592-593: التحقيق في قضية القرد والتسعة                                                                                   |
| 717        | قرد و9 猿と9                                                             | 592-593: التحقيق في قضية القرد والتسعة                                                                                   | 592-593: التحقيق في قضية القرد والتسعة                                                                                   | 592-593: التحقيق في قضية القرد والتسعة                                                                                   |
| 718        | سذاجة 天真爛漫                                                           | 592-593: التحقيق في قضية القرد والتسعة                                                                                   | 592-593: التحقيق في قضية القرد والتسعة                                                                                   | 592-593: التحقيق في قضية القرد والتسعة                                                                                   |
| المجلد     | تاريخ الصدور                                                             | ردمك | الشخصيات | الشخصيات |
| المجلد     | تاريخ الصدور                                                             | ردمك | الشخصية المفتاح | المحقق |
| ''''69'''' | 18 أغسطس 2010                                                            | ISBN 978-4-09-122500-9                                                                                                   | هيديو أكاغي | ريتشارد كف |
| الفصل      | العنوان                                                                  | الحلقات المقابلة | الحلقات المقابلة | الحلقات المقابلة |
| 719        | طلب من أسفل بحيرة 沼底からの依頼                                         | 600-601: الحلم الذي رآه الكاپا                                                                                           | 600-601: الحلم الذي رآه الكاپا                                                                                           | 600-601: الحلم الذي رآه الكاپا                                                                                           |
| 720        | لعنة الكاپا 河童の呪い                                                   | 600-601: الحلم الذي رآه الكاپا                                                                                           | 600-601: الحلم الذي رآه الكاپا                                                                                           | 600-601: الحلم الذي رآه الكاپا                                                                                           |
| 721        | الهوية الحقيقية للكاپا 河童の正体                                        | 600-601: الحلم الذي رآه الكاپا                                                                                           | 600-601: الحلم الذي رآه الكاپا                                                                                           | 600-601: الحلم الذي رآه الكاپا                                                                                           |
| 722        | قاتل الدخان 湯けむりの殺人                                               | 597-598: سيناريو غرفة البخار المغلقة                                                                                     | 597-598: سيناريو غرفة البخار المغلقة                                                                                     | 597-598: سيناريو غرفة البخار المغلقة                                                                                     |
| 723        | غرفة مقفلة على البحيرة 湖上の密室                                        | 597-598: سيناريو غرفة البخار المغلقة                                                                                     | 597-598: سيناريو غرفة البخار المغلقة                                                                                     | 597-598: سيناريو غرفة البخار المغلقة                                                                                     |
| 724        | العين بالعين 目には目を                                                  | 597-598: سيناريو غرفة البخار المغلقة                                                                                     | 597-598: سيناريو غرفة البخار المغلقة                                                                                     | 597-598: سيناريو غرفة البخار المغلقة                                                                                     |
| 725        | جريمة قتل اليوم الأبيض ホワイトデーの殺人                                | 608-609: يوم الخيانة الأبيض                                                                                              | 608-609: يوم الخيانة الأبيض                                                                                              | 608-609: يوم الخيانة الأبيض                                                                                              |
| 726        | خدعة إعجازية ミラクルなトリック                                          | 608-609: يوم الخيانة الأبيض                                                                                              | 608-609: يوم الخيانة الأبيض                                                                                              | 608-609: يوم الخيانة الأبيض                                                                                              |
| 727        | يوم أبيض سعيد ハッピーホワイトデー                                       | 608-609: يوم الخيانة الأبيض                                                                                              | 608-609: يوم الخيانة الأبيض                                                                                              | 608-609: يوم الخيانة الأبيض                                                                                              |
| 728        | هواء في البدلة ハッピーホワイトデー                                      | 614-615: السر الذي عزفته المذكرة اليومية                                                                                 | 614-615: السر الذي عزفته المذكرة اليومية                                                                                 | 614-615: السر الذي عزفته المذكرة اليومية                                                                                 |
| 729        | عبقري 天才                                                               | 614-615: السر الذي عزفته المذكرة اليومية                                                                                 | 614-615: السر الذي عزفته المذكرة اليومية                                                                                 | 614-615: السر الذي عزفته المذكرة اليومية                                                                                 |
| المجلد     | تاريخ الصدور                                                             | ردمك | الشخصيات | الشخصيات |
| المجلد     | تاريخ الصدور                                                             | ردمك | الشخصية المفتاح | المحقق |
| ''''70'''' | 18 نوفمبر 2010                                                           | ISBN 978-4-09-122658-7                                                                                                   | شينتارو تشاكي | فيليب ترينت |
| الفصل      | العنوان                                                                  | الحلقات المقابلة | الحلقات المقابلة | الحلقات المقابلة |
| 730        | سر المذكرات 日記の秘密                                                   | 614-615: السر الذي عزفته المذكرة اليومية                                                                                 | 614-615: السر الذي عزفته المذكرة اليومية                                                                                 | 614-615: السر الذي عزفته المذكرة اليومية                                                                                 |
| 731        | ريوٌما 龍馬                                                               | 627-628: معركة كونان وكيد لأجل كنز ريوما                                                                                 | 627-628: معركة كونان وكيد لأجل كنز ريوما                                                                                 | 627-628: معركة كونان وكيد لأجل كنز ريوما                                                                                 |
| 732        | اختراق 突破                                                              | 627-628: معركة كونان وكيد لأجل كنز ريوما                                                                                 | 627-628: معركة كونان وكيد لأجل كنز ريوما                                                                                 | 627-628: معركة كونان وكيد لأجل كنز ريوما                                                                                 |
| 733        | التنظيف 洗濯                                                             | 627-628: معركة كونان وكيد لأجل كنز ريوما                                                                                 | 627-628: معركة كونان وكيد لأجل كنز ريوما                                                                                 | 627-628: معركة كونان وكيد لأجل كنز ريوما                                                                                 |
| 734        | كلب شيطاني 魔犬                                                          | 610-613: الضحية هو شينچي كودو وقلعة إنوبوشي، الكلب الشيطاني المشتعل                                                      | 610-613: الضحية هو شينچي كودو وقلعة إنوبوشي، الكلب الشيطاني المشتعل                                                      | 610-613: الضحية هو شينچي كودو وقلعة إنوبوشي، الكلب الشيطاني المشتعل                                                      |
| 735        | أونريو [الإنجليزية] 怨霊                                                 | 610-613: الضحية هو شينچي كودو وقلعة إنوبوشي، الكلب الشيطاني المشتعل                                                      | 610-613: الضحية هو شينچي كودو وقلعة إنوبوشي، الكلب الشيطاني المشتعل                                                      | 610-613: الضحية هو شينچي كودو وقلعة إنوبوشي، الكلب الشيطاني المشتعل                                                      |
| 736        | عائلة إنوبوشي 犬伏家                                                     | 610-613: الضحية هو شينچي كودو وقلعة إنوبوشي، الكلب الشيطاني المشتعل                                                      | 610-613: الضحية هو شينچي كودو وقلعة إنوبوشي، الكلب الشيطاني المشتعل                                                      | 610-613: الضحية هو شينچي كودو وقلعة إنوبوشي، الكلب الشيطاني المشتعل                                                      |
| 737        | كروي 玉                                                                  | 610-613: الضحية هو شينچي كودو وقلعة إنوبوشي، الكلب الشيطاني المشتعل                                                      | 610-613: الضحية هو شينچي كودو وقلعة إنوبوشي، الكلب الشيطاني المشتعل                                                      | 610-613: الضحية هو شينچي كودو وقلعة إنوبوشي، الكلب الشيطاني المشتعل                                                      |
| 738        | بصمات أقدام 足跡                                                         | 610-613: الضحية هو شينچي كودو وقلعة إنوبوشي، الكلب الشيطاني المشتعل                                                      | 610-613: الضحية هو شينچي كودو وقلعة إنوبوشي، الكلب الشيطاني المشتعل                                                      | 610-613: الضحية هو شينچي كودو وقلعة إنوبوشي، الكلب الشيطاني المشتعل                                                      |
| 739        | أميرة 姫                                                                 | 610-613: الضحية هو شينچي كودو وقلعة إنوبوشي، الكلب الشيطاني المشتعل                                                      | 610-613: الضحية هو شينچي كودو وقلعة إنوبوشي، الكلب الشيطاني المشتعل                                                      | 610-613: الضحية هو شينچي كودو وقلعة إنوبوشي، الكلب الشيطاني المشتعل                                                      |
| 740        | الطقوس الثمانية 仁義八行                                                 | 610-613: الضحية هو شينچي كودو وقلعة إنوبوشي، الكلب الشيطاني المشتعل                                                      | 610-613: الضحية هو شينچي كودو وقلعة إنوبوشي، الكلب الشيطاني المشتعل                                                      | 610-613: الضحية هو شينچي كودو وقلعة إنوبوشي، الكلب الشيطاني المشتعل                                                      |
| المجلد     | تاريخ الصدور                                                             | ردمك | الشخصيات | الشخصيات |
| المجلد     | تاريخ الصدور                                                             | ردمك | الشخصية المفتاح | المحقق |
| ''''71'''' | 18 فبراير 2011                                                           | ISBN 978-4-09-122780-5                                                                                                   | مينيرفاغلاس | غريغوري هاوس |
| الفصل      | العنوان                                                                  | الحلقات المقابلة | الحلقات المقابلة | الحلقات المقابلة |
| 741        | شريط VHS الذكريات 思い出のVHS                                            | 624: رسالة فيديو من الحب الأول                                                                                           | 624: رسالة فيديو من الحب الأول                                                                                           | 624: رسالة فيديو من الحب الأول                                                                                           |
| 742        | 13年越しの想い رسالة عمرها ثلاثة عشر عامًا                                | 624: رسالة فيديو من الحب الأول                                                                                           | 624: رسالة فيديو من الحب الأول                                                                                           | 624: رسالة فيديو من الحب الأول                                                                                           |
| 743        | تلميذ هولمز 名探偵の弟子                                                 | 616-621: إلهام هولمز | 616-621: إلهام هولمز | 616-621: إلهام هولمز |
| 744        | كتاب الإلهام 黙示録                                                      | 616-621: إلهام هولمز | 616-621: إلهام هولمز | 616-621: إلهام هولمز |
| 745        | Love يساوي صفر ラブは0                                                   | 616-621: إلهام هولمز | 616-621: إلهام هولمز | 616-621: إلهام هولمز |
| 746        | اسأل هولمز ホームズに聞け                                                | 616-621: إلهام هولمز | 616-621: إلهام هولمز | 616-621: إلهام هولمز |
| 747        | شفرة هولمز ホームズの暗号                                                | 616-621: إلهام هولمز | 616-621: إلهام هولمز | 616-621: إلهام هولمز |
| 748        | الـA الآخر もう1つのA                                                    | 616-621: إلهام هولمز | 616-621: إلهام هولمز | 616-621: إلهام هولمز |
| 749        | رسالة من الملكة 女王からのメッセージ                                     | 616-621: إلهام هولمز | 616-621: إلهام هولمز | 616-621: إلهام هولمز |
| 750        | الهدف الحقيقي 真の標的                                                   | 616-621: إلهام هولمز | 616-621: إلهام هولمز | 616-621: إلهام هولمز |
| 751        | قيمة الملكة الحقيقية 女王の真価                                          | 616-621: إلهام هولمز | 616-621: إلهام هولمز | 616-621: إلهام هولمز |
| المجلد     | تاريخ الصدور                                                             | ردمك | الشخصيات | الشخصيات |
| المجلد     | تاريخ الصدور                                                             | ردمك | الشخصية المفتاح | المحقق |
| ''''72'''' | 17 يونيو 2011                                                            | ISBN 978-4-09-122898-7                                                                                                   | أوبولو غلاس | يوشيو كورايشي |
| الفصل      | العنوان                                                                  | الحلقات المقابلة | الحلقات المقابلة | الحلقات المقابلة |
| 752        | قضية صعبة ومثيرة للمشكلات 厄介な難事件                                   | 616-621: الهام هولمز | 616-621: الهام هولمز | 616-621: الهام هولمز |
| 753        | شخص بحاجة لإنقاذ 要救助者                                                | 622-623: حالة الطوارئ 252                                                                                                | 622-623: حالة الطوارئ 252                                                                                                | 622-623: حالة الطوارئ 252                                                                                                |
| 754        | لعبة غُمَّيضة خطرة 危険なかくれんぼ                                         | 622-623: حالة الطوارئ 252                                                                                                | 622-623: حالة الطوارئ 252                                                                                                | 622-623: حالة الطوارئ 252                                                                                                |
| 755        | شفرة التواصل 通話コード                                                  | 622-623: حالة الطوارئ 252                                                                                                | 622-623: حالة الطوارئ 252                                                                                                | 622-623: حالة الطوارئ 252                                                                                                |
| 756        | حالة وفاة فظيعة ヤバイ死に様                                             | 625-626: غرفة العمليات الصارخة                                                                                           | 625-626: غرفة العمليات الصارخة                                                                                           | 625-626: غرفة العمليات الصارخة                                                                                           |
| 757        | الجثة المتحركة 動く死体                                                  | 625-626: غرفة العمليات الصارخة                                                                                           | 625-626: غرفة العمليات الصارخة                                                                                           | 625-626: غرفة العمليات الصارخة                                                                                           |
| 758        | أقدام كاذبة 偽りの足                                                     | 625-626: غرفة العمليات الصارخة                                                                                           | 625-626: غرفة العمليات الصارخة                                                                                           | 625-626: غرفة العمليات الصارخة                                                                                           |
| 759        | الفتى الذي عوى ذئبًا オオカミ少年                                         | 642-643: الإمساك ببطاقات كاروتا في حالة يُرثى لها                                                                         | 642-643: الإمساك ببطاقات كاروتا في حالة يُرثى لها                                                                         | 642-643: الإمساك ببطاقات كاروتا في حالة يُرثى لها                                                                         |
| 760        | سلطعون شعر الخيل من بحيرة سوّا 諏訪湖の毛ガニ                             | 642-643: الإمساك ببطاقات كاروتا في حالة يُرثى لها                                                                         | 642-643: الإمساك ببطاقات كاروتا في حالة يُرثى لها                                                                         | 642-643: الإمساك ببطاقات كاروتا في حالة يُرثى لها                                                                         |
| 761        | حقيقة بطاقات كاروتا カルタの真実                                         | 642-643: الإمساك ببطاقات كاروتا في حالة يُرثى لها                                                                         | 642-643: الإمساك ببطاقات كاروتا في حالة يُرثى لها                                                                         | 642-643: الإمساك ببطاقات كاروتا في حالة يُرثى لها                                                                         |
| 762        | حارس الوقت 時の番人                                                      | 632-633: حارس سيف الوقت                                                                                                  | 632-633: حارس سيف الوقت                                                                                                  | 632-633: حارس سيف الوقت                                                                                                  |
| المجلد     | تاريخ الصدور                                                             | ردمك | الشخصيات | الشخصيات |
| المجلد     | تاريخ الصدور                                                             | ردمك | الشخصية المفتاح | المحقق |
| ''''73'''' | 16 سبتمبر 2011                                                           | ISBN 978-4-09-123235-9                                                                                                   | ماسومي سيرا | أدريان مونك |
| الفصل      | العنوان                                                                  | الحلقات المقابلة | الحلقات المقابلة | الحلقات المقابلة |
| 763        | شبح الوقت 時の亡霊                                                       | 632-633: حارس سيف الوقت                                                                                                  | 632-633: حارس سيف الوقت                                                                                                  | 632-633: حارس سيف الوقت                                                                                                  |
| 764        | حاكم الوقت 時の支配者                                                    | 632-633: حارس سيف الوقت                                                                                                  | 632-633: حارس سيف الوقت                                                                                                  | 632-633: حارس سيف الوقت                                                                                                  |
| 765        | رامن يموت المرء من لذتها 死ぬほど美味いラーメン                          | 644-645: رامن يموت المرء من لذتها                                                                                        | 644-645: رامن يموت المرء من لذتها                                                                                        | 644-645: رامن يموت المرء من لذتها                                                                                        |
| 766        | رامن وسم ラーメンと毒薬                                                  | 644-645: رامن يموت المرء من لذتها                                                                                        | 644-645: رامن يموت المرء من لذتها                                                                                        | 644-645: رامن يموت المرء من لذتها                                                                                        |
| 767        | الحقيقة وراء النظارات 眼鏡越しの真実                                     | 644-645: رامن يموت المرء من لذتها                                                                                        | 644-645: رامن يموت المرء من لذتها                                                                                        | 644-645: رامن يموت المرء من لذتها                                                                                        |
| 768        | جيت كون دو 截拳道                                                        | 646-647: استعراض التحري في الفندق المسكون                                                                                | 646-647: استعراض التحري في الفندق المسكون                                                                                | 646-647: استعراض التحري في الفندق المسكون                                                                                |
| 769        | محقق مثلك أنت، أيها الفتى الصغير ボウヤと同じ探偵                        | 646-647: استعراض التحري في الفندق المسكون                                                                                | 646-647: استعراض التحري في الفندق المسكون                                                                                | 646-647: استعراض التحري في الفندق المسكون                                                                                |
| 770        | استنتاج سيرا الطائش 世良の迂闊な推理                                     | 646-647: استعراض التحري في الفندق المسكون                                                                                | 646-647: استعراض التحري في الفندق المسكون                                                                                | 646-647: استعراض التحري في الفندق المسكون                                                                                |
| 771        | لنستمع لاستنتاجك الذكي! 名推理を聞かせろ!                                | 648-650: قضية وكالة التحري المحاصرة                                                                                      | 648-650: قضية وكالة التحري المحاصرة                                                                                      | 648-650: قضية وكالة التحري المحاصرة                                                                                      |
| 772        | الاسم المستعار يسود! あだ名の法則                                        | 648-650: قضية وكالة التحري المحاصرة                                                                                      | 648-650: قضية وكالة التحري المحاصرة                                                                                      | 648-650: قضية وكالة التحري المحاصرة                                                                                      |
| 773        | فرصة القنص! 狙撃可能                                                     | 648-650: قضية وكالة التحري المحاصرة                                                                                      | 648-650: قضية وكالة التحري المحاصرة                                                                                      | 648-650: قضية وكالة التحري المحاصرة                                                                                      |
| المجلد     | تاريخ الصدور                                                             | ردمك | الشخصيات | الشخصيات |
| المجلد     | تاريخ الصدور                                                             | ردمك | الشخصية المفتاح | المحقق |
| ''''74'''' | 14 ديسمبر 2011                                                           | ISBN 978-4-09-123428-5                                                                                                   | غورو | المحقق أونيتسورا |
| الفصل      | العنوان                                                                  | الحلقات المقابلة | الحلقات المقابلة | الحلقات المقابلة |
| 774        | الكتاب الذي لم تُقلب صفحاته ページをめくれない本                          | 648-650: قضية وكالة التحري المحاصرة                                                                                      | 648-650: قضية وكالة التحري المحاصرة                                                                                      | 648-650: قضية وكالة التحري المحاصرة                                                                                      |
| 775        | موقع الفيديو 動画サイト                                                  | 656-657: موقع فيديو البروفيسور                                                                                           | 656-657: موقع فيديو البروفيسور                                                                                           | 656-657: موقع فيديو البروفيسور                                                                                           |
| 776        | جرة وقطة 壺と猫                                                          | 656-657: موقع فيديو البروفيسور                                                                                           | 656-657: موقع فيديو البروفيسور                                                                                           | 656-657: موقع فيديو البروفيسور                                                                                           |
| 777        | آثار أيومي 歩美の痕跡                                                    | 656-657: موقع فيديو البروفيسور                                                                                           | 656-657: موقع فيديو البروفيسور                                                                                           | 656-657: موقع فيديو البروفيسور                                                                                           |
| 778        | من هو المحقق الأعظم؟ どっちが名探偵なんだ?                               | 651: كونان ضد هيجي، معركة التحري بين متحري الشرق ومتحري الغرب                                                            | 651: كونان ضد هيجي، معركة التحري بين متحري الشرق ومتحري الغرب                                                            | 651: كونان ضد هيجي، معركة التحري بين متحري الشرق ومتحري الغرب                                                            |
| 779        | أبيه-چان 阿部ちゃん                                                      | 651: كونان ضد هيجي، معركة التحري بين متحري الشرق ومتحري الغرب                                                            | 651: كونان ضد هيجي، معركة التحري بين متحري الشرق ومتحري الغرب                                                            | 651: كونان ضد هيجي، معركة التحري بين متحري الشرق ومتحري الغرب                                                            |
| 780        | الوجبة السحرية 魔法の料理                                                | 651: كونان ضد هيجي، معركة التحري بين متحري الشرق ومتحري الغرب                                                            | 651: كونان ضد هيجي، معركة التحري بين متحري الشرق ومتحري الغرب                                                            | 651: كونان ضد هيجي، معركة التحري بين متحري الشرق ومتحري الغرب                                                            |
| 781        | EYE ON ME                                                                | 652-655: تصميم السم والوهم                                                                                               | 652-655: تصميم السم والوهم                                                                                               | 652-655: تصميم السم والوهم                                                                                               |
| 782        | بامكوخن バームクーヘン                                                   | 652-655: تصميم السم والوهم                                                                                               | 652-655: تصميم السم والوهم                                                                                               | 652-655: تصميم السم والوهم                                                                                               |
| 783        | معيّنات 菱形と菱形                                                        | 652-655: تصميم السم والوهم                                                                                               | 652-655: تصميم السم والوهم                                                                                               | 652-655: تصميم السم والوهم                                                                                               |
| 784        | وعد أثناء التحقيق 誓いの実況見分                                         | 652-655: تصميم السم والوهم                                                                                               | 652-655: تصميم السم والوهم                                                                                               | 652-655: تصميم السم والوهم                                                                                               |
| المجلد     | تاريخ الصدور                                                             | ردمك | الشخصيات | الشخصيات |
| المجلد     | تاريخ الصدور                                                             | ردمك | الشخصية المفتاح | المحقق |
| ''''75'''' | 14 ابريل 2012                                                            | ISBN 978-4-09-159101-2                                                                                                   | ميكي نايكو | انشي شونووتي |
| الفصل      | العنوان                                                                  | الحلقات المقابلة | الحلقات المقابلة | الحلقات المقابلة |
| 785        | اعتراف ربة البيت المكتوب 奥様の告白文                                    | 652-655: تصميم السم والوهم                                                                                               | 652-655: تصميم السم والوهم                                                                                               | 652-655: تصميم السم والوهم                                                                                               |
| 786        | الولد-الطفلة الوهم البصري 親子の間の錯視                                 | 652-655: تصميم السم والوهم                                                                                               | 652-655: تصميم السم والوهم                                                                                               | 652-655: تصميم السم والوهم                                                                                               |
| 787        | كوگورو-سان رجل جيد 小五郎さんはいい人                                    | 661-662: كوگورو-سان رجل جيد                                                                                              | 661-662: كوگورو-سان رجل جيد                                                                                              | 661-662: كوگورو-سان رجل جيد                                                                                              |
| 788        | كوگورو النائم الحقيقي 本物の眠りの小五郎                                 | 661-662: كوگورو-سان رجل جيد                                                                                              | 661-662: كوگورو-سان رجل جيد                                                                                              | 661-662: كوگورو-سان رجل جيد                                                                                              |
| 789        | استنتاج كوگورو المزيف العظيم 偽小五郎の名推理                            | 661-662: كوگورو-سان رجل جيد                                                                                              | 661-662: كوگورو-سان رجل جيد                                                                                              | 661-662: كوگورو-سان رجل جيد                                                                                              |
| 790        | غاية حب المحقق چيبا الأول 千葉刑事の初恋の人                             | 659-660: تحقيقي تعاوني مع الحب الأول                                                                                     | 659-660: تحقيقي تعاوني مع الحب الأول                                                                                     | 659-660: تحقيقي تعاوني مع الحب الأول                                                                                     |
| 791        | ألا تتذكر؟ 覚えてませんか?                                               | 659-660: تحقيقي تعاوني مع الحب الأول                                                                                     | 659-660: تحقيقي تعاوني مع الحب الأول                                                                                     | 659-660: تحقيقي تعاوني مع الحب الأول                                                                                     |
| 792        | هل من الممكن أنَّكِ... 君ってもしかして                                     | 659-660: تحقيقي تعاوني مع الحب الأول                                                                                     | 659-660: تحقيقي تعاوني مع الحب الأول                                                                                     | 659-660: تحقيقي تعاوني مع الحب الأول                                                                                     |
| 793        | محقق خاص プライベートアイ                                                | 667-668: ليلة الزفاف | 667-668: ليلة الزفاف | 667-668: ليلة الزفاف |
| 794        | جينوم 遺伝子情報                                                         | 667-668: ليلة الزفاف | 667-668: ليلة الزفاف | 667-668: ليلة الزفاف |
| 795        | مقدر بأن تدخل مرة أخرى في النيران 炎へと回帰する運命                     | 667-668: ليلة الزفاف | 667-668: ليلة الزفاف | 667-668: ليلة الزفاف |
| المجلد     | تاريخ الصدور                                                             | ردمك | الشخصيات | الشخصيات |
| المجلد     | تاريخ الصدور                                                             | ردمك | الشخصية المفتاح | المحقق |
| ''''76'''' | 18 يونيو 2012                                                            | ISBN 978-4-09-123738-5                                                                                                   | أمورو تورو | لنكون رايم |
| الفصل      | العنوان                                                                  | الحلقات المقابلة | الحلقات المقابلة | الحلقات المقابلة |
| 796        | المقابلة في كولومبو コロンボでの待ち合わせ                               | 671-674: معزوفة المحققين                                                                                                 | 671-674: معزوفة المحققين                                                                                                 | 671-674: معزوفة المحققين                                                                                                 |
| 797        | أكاذيب وألغاز متشابكة 縒り合わせられた嘘と謎                             | 671-674: معزوفة المحققين                                                                                                 | 671-674: معزوفة المحققين                                                                                                 | 671-674: معزوفة المحققين                                                                                                 |
| 798        | معزوفة المحققين 探偵たちの夜想曲（ノクターン）                           | 671-674: معزوفة المحققين                                                                                                 | 671-674: معزوفة المحققين                                                                                                 | 671-674: معزوفة المحققين                                                                                                 |
| 799        | فضول طفل واستعلام محقق 子供の好奇心と探偵の探究心                        | 671-674: معزوفة المحققين                                                                                                 | 671-674: معزوفة المحققين                                                                                                 | 671-674: معزوفة المحققين                                                                                                 |
| 800        | عندما تصطدم الأهداف 立体交差の思惑                                       | 671-674: معزوفة المحققين                                                                                                 | 671-674: معزوفة المحققين                                                                                                 | 671-674: معزوفة المحققين                                                                                                 |
| 801        | الشخص الذي لا يضحك أبدًا 全然笑わない人                                   | 675-676: لن أغفر لك ولو قيد أنملة                                                                                        | 675-676: لن أغفر لك ولو قيد أنملة                                                                                        | 675-676: لن أغفر لك ولو قيد أنملة                                                                                        |
| 802        | لا تصنعي هذا التعبير على وجهك... そんな顔をするな                        | 675-676: لن أغفر لك ولو قيد أنملة                                                                                        | 675-676: لن أغفر لك ولو قيد أنملة                                                                                        | 675-676: لن أغفر لك ولو قيد أنملة                                                                                        |
| 803        | خاتمة أخطئ بناؤها 曲解の結末                                             | 675-676: لن أغفر لك ولو قيد أنملة                                                                                        | 675-676: لن أغفر لك ولو قيد أنملة                                                                                        | 675-676: لن أغفر لك ولو قيد أنملة                                                                                        |
| 804        | هدية مُقدمة من الضابط تاكاگي 高木刑事からの贈り物                         | 681-683: بث الحب المُهدِّد للحياة                                                                                           | 681-683: بث الحب المُهدِّد للحياة                                                                                           | 681-683: بث الحب المُهدِّد للحياة                                                                                           |
| 805        | الأخوان واتارو ワタル・ブラザーズ                                        | 681-683: بث الحب المُهدِّد للحياة                                                                                           | 681-683: بث الحب المُهدِّد للحياة                                                                                           | 681-683: بث الحب المُهدِّد للحياة                                                                                           |
| 806        | الظل الموروث من الفجر 継承された旭影                                     | 681-683: بث الحب المُهدِّد للحياة                                                                                           | 681-683: بث الحب المُهدِّد للحياة                                                                                           | 681-683: بث الحب المُهدِّد للحياة                                                                                           |
| المجلد     | تاريخ الصدور                                                             | ردمك | الشخصيات | الشخصيات |
| المجلد     | تاريخ الصدور                                                             | ردمك | الشخصية المفتاح | المحقق |
| ''''77'''' | 18 سبتمبر 2012                                                           | ISBN 978-4-09-123806-1                                                                                                   | واتارو داتيه | كيه إنوموتو |
| الفصل      | العنوان                                                                  | الحلقات المقابلة | الحلقات المقابلة | الحلقات المقابلة |
| 807        | السينپاي الأقوى 最強の先輩                                               | 681-683: بث الحب المُهدِّد للحياة                                                                                           | 681-683: بث الحب المُهدِّد للحياة                                                                                           | 681-683: بث الحب المُهدِّد للحياة                                                                                           |
| 808        | زيارة القبر المتأخرة 遅くなった墓参り                                    | 681-683: بث الحب المُهدِّد للحياة                                                                                           | 681-683: بث الحب المُهدِّد للحياة                                                                                           | 681-683: بث الحب المُهدِّد للحياة                                                                                           |
| 809        | علامات على أنه كان موجودًا في الغرفة 部屋にいた痕跡                       | 684-685: رغوة وبخار ودخان                                                                                                | 684-685: رغوة وبخار ودخان                                                                                                | 684-685: رغوة وبخار ودخان                                                                                                |
| 810        | رغوة وبخار ودخان 泡、蒸気と煙                                            | 684-685: رغوة وبخار ودخان                                                                                                | 684-685: رغوة وبخار ودخان                                                                                                | 684-685: رغوة وبخار ودخان                                                                                                |
| 811        | أدوات المبادلة 商売道具                                                  | 684-685: رغوة وبخار ودخان                                                                                                | 684-685: رغوة وبخار ودخان                                                                                                | 684-685: رغوة وبخار ودخان                                                                                                |
| 812        | قضية يوساكو كودو المعلقة 工藤優作の未解決事件                            | 690-691: قضية يوساكو كودو المعلقة                                                                                        | 690-691: قضية يوساكو كودو المعلقة                                                                                        | 690-691: قضية يوساكو كودو المعلقة                                                                                        |
| 813        | كينيچي-كون 金一君                                                        | 690-691: قضية يوساكو كودو المعلقة                                                                                        | 690-691: قضية يوساكو كودو المعلقة                                                                                        | 690-691: قضية يوساكو كودو المعلقة                                                                                        |
| 814        | كونان-كون، أليس كذلك؟ コナン君だよね？                                   | 690-691: قضية يوساكو كودو المعلقة                                                                                        | 690-691: قضية يوساكو كودو المعلقة                                                                                        | 690-691: قضية يوساكو كودو المعلقة                                                                                        |
| 815        | منطقة الشخص الخاصة 自分の領分                                            | 699-700: الظل المقترب من سر هايبرا                                                                                       | 699-700: الظل المقترب من سر هايبرا                                                                                       | 699-700: الظل المقترب من سر هايبرا                                                                                       |
| 816        | علامات دخان من وضع رهيب 窮地の烽煙                                       | 699-700: الظل المقترب من سر هايبرا                                                                                       | 699-700: الظل المقترب من سر هايبرا                                                                                       | 699-700: الظل المقترب من سر هايبرا                                                                                       |
| 817        | شكل وحيد في الضوء 灯下の孤影                                             | 699-700: الظل المقترب من سر هايبرا                                                                                       | 699-700: الظل المقترب من سر هايبرا                                                                                       | 699-700: الظل المقترب من سر هايبرا                                                                                       |
| المجلد     | تاريخ الصدور                                                             | ردمك | الشخصيات | الشخصيات |
| المجلد     | تاريخ الصدور                                                             | ردمك | الشخصية المفتاح | المحقق |
| ''''78'''' | 18 ديسمبر 2012                                                           | ISBN 978-4-09-124031-6                                                                                                   | شبيه أكاي | كيسوكيه شيراتوري |
| الفصل      | العنوان                                                                  | الحلقات المقابلة | الحلقات المقابلة | الحلقات المقابلة |
| 818        | قطار الغموض (الجميع بالقطار) ミステリートレイン（発車）                  | 701-704: قطار الغموض الأسحم                                                                                              | 701-704: قطار الغموض الأسحم                                                                                              | 701-704: قطار الغموض الأسحم                                                                                              |
| 819        | قطار الغموض (النفق) ミステリートレイン（隧道）                           | 701-704: قطار الغموض الأسحم                                                                                              | 701-704: قطار الغموض الأسحم                                                                                              | 701-704: قطار الغموض الأسحم                                                                                              |
| 820        | قطار الغموض (الدرجة الأولى) ミステリートレイン（一等）                   | 701-704: قطار الغموض الأسحم                                                                                              | 701-704: قطار الغموض الأسحم                                                                                              | 701-704: قطار الغموض الأسحم                                                                                              |
| 821        | قطار الغموض (التقاطع) ミステリートレイン（交差）                         | 701-704: قطار الغموض الأسحم                                                                                              | 701-704: قطار الغموض الأسحم                                                                                              | 701-704: قطار الغموض الأسحم                                                                                              |
| 822        | قطار الغموض (الاعتراض) ミステリートレイン（遮断）                        | 701-704: قطار الغموض الأسحم                                                                                              | 701-704: قطار الغموض الأسحم                                                                                              | 701-704: قطار الغموض الأسحم                                                                                              |
| 823        | قطار الغموض (إخراج الدخان) ミステリートレイン（排煙）                    | 701-704: قطار الغموض الأسحم                                                                                              | 701-704: قطار الغموض الأسحم                                                                                              | 701-704: قطار الغموض الأسحم                                                                                              |
| 824        | قطار الغموض (التوقف الأخير) ミステリートレイン（終点）                   | 701-704: قطار الغموض الأسحم                                                                                              | 701-704: قطار الغموض الأسحم                                                                                              | 701-704: قطار الغموض الأسحم                                                                                              |
| 825        | مدرب خاص スペシャルコーチ                                                | 705-706: كونان في غرفة مقفلة و بوربون يكتشف الأمر                                                                        | 705-706: كونان في غرفة مقفلة و بوربون يكتشف الأمر                                                                        | 705-706: كونان في غرفة مقفلة و بوربون يكتشف الأمر                                                                        |
| 826        | المفتاح المفقود للغرفة المقفلة 消えた密室の鍵                            | 705-706: كونان في غرفة مقفلة و بوربون يكتشف الأمر                                                                        | 705-706: كونان في غرفة مقفلة و بوربون يكتشف الأمر                                                                        | 705-706: كونان في غرفة مقفلة و بوربون يكتشف الأمر                                                                        |
| 827        | مفتاح حل اللغز 謎解きの鍵                                                | 705-706: كونان في غرفة مقفلة و بوربون يكتشف الأمر                                                                        | 705-706: كونان في غرفة مقفلة و بوربون يكتشف الأمر                                                                        | 705-706: كونان في غرفة مقفلة و بوربون يكتشف الأمر                                                                        |
| 828        | رغوة 泡沫                                                                | 724-725: كايتو كيد والحورية الخجولة                                                                                      | 724-725: كايتو كيد والحورية الخجولة                                                                                      | 724-725: كايتو كيد والحورية الخجولة                                                                                      |
| المجلد     | تاريخ الصدور                                                             | ردمك | الشخصيات | الشخصيات |
| المجلد     | تاريخ الصدور                                                             | ردمك | الشخصية المفتاح | المحقق |
| ''''79'''' | 18 أبريل 2013                                                            | ISBN 978-4-09-124291-4                                                                                                   | هيكارو هينوهارا | گينيا توٌجوٌ |
| الفصل      | العنوان                                                                  | الحلقات المقابلة | الحلقات المقابلة | الحلقات المقابلة |
| 829        | تقليد 擬態                                                               | 724-725: كايتو كيد والحورية الخجولة                                                                                      | 724-725: كايتو كيد والحورية الخجولة                                                                                      | 724-725: كايتو كيد والحورية الخجولة                                                                                      |
| 830        | جلد متساقط 脱皮                                                          | 724-725: كايتو كيد والحورية الخجولة                                                                                      | 724-725: كايتو كيد والحورية الخجولة                                                                                      | 724-725: كايتو كيد والحورية الخجولة                                                                                      |
| 831        | جريمة قتل غرفة مقفلة على السطح 情況的密室殺人                            | 710-711: الجميع رأى | 710-711: الجميع رأى | 710-711: الجميع رأى |
| 832        | الأمر يتطلب اثنين لفعل عمل شخص واحد 二人で一人前                         | 710-711: الجميع رأى | 710-711: الجميع رأى | 710-711: الجميع رأى |
| 833        | خدعة السينسي 先生のトリック                                              | 710-711: الجميع رأى | 710-711: الجميع رأى | 710-711: الجميع رأى |
| 834        | قصر مصاص الدماء 吸血鬼の館                                               | 712-715: هيجي هاتوري وقصر مصاص الدماء                                                                                    | 712-715: هيجي هاتوري وقصر مصاص الدماء                                                                                    | 712-715: هيجي هاتوري وقصر مصاص الدماء                                                                                    |
| 835        | الكونت دراكولا ドラキュラ伯爵                                            | 712-715: هيجي هاتوري وقصر مصاص الدماء                                                                                    | 712-715: هيجي هاتوري وقصر مصاص الدماء                                                                                    | 712-715: هيجي هاتوري وقصر مصاص الدماء                                                                                    |
| 836        | صورة الشبح الفوتوغرافية 心霊写真                                         | 712-715: هيجي هاتوري وقصر مصاص الدماء                                                                                    | 712-715: هيجي هاتوري وقصر مصاص الدماء                                                                                    | 712-715: هيجي هاتوري وقصر مصاص الدماء                                                                                    |
| 837        | غرفة التعذيب الأجنبية 南蛮部屋                                           | 712-715: هيجي هاتوري وقصر مصاص الدماء                                                                                    | 712-715: هيجي هاتوري وقصر مصاص الدماء                                                                                    | 712-715: هيجي هاتوري وقصر مصاص الدماء                                                                                    |
| 838        | نصف الظاهرة الغريبة 怪奇現象の半分                                       | 712-715: هيجي هاتوري وقصر مصاص الدماء                                                                                    | 712-715: هيجي هاتوري وقصر مصاص الدماء                                                                                    | 712-715: هيجي هاتوري وقصر مصاص الدماء                                                                                    |
| 839        | لكلٍّ دافعة الخاص それぞれの動機                                           | 712-715: هيجي هاتوري وقصر مصاص الدماء                                                                                    | 712-715: هيجي هاتوري وقصر مصاص الدماء                                                                                    | 712-715: هيجي هاتوري وقصر مصاص الدماء                                                                                    |
| المجلد     | تاريخ الصدور                                                             | ردمك | الشخصيات | الشخصيات |
| المجلد     | تاريخ الصدور                                                             | ردمك | الشخصية المفتاح | المحقق |
| ''''80'''' | 18 يوليو 2013                                                            | ISBN 978-4-09-124324-9                                                                                                   | شوكيتشي هانيدا | شيأوريكو شينوكاوا |
| الفصل      | العنوان                                                                  | الحلقات المقابلة | الحلقات المقابلة | الحلقات المقابلة |
| 840        | خطة القاتل المتسلسل 吸血鬼の館                                           | 712-715: هيجي هاتوري وقصر مصاص الدماء                                                                                    | 712-715: هيجي هاتوري وقصر مصاص الدماء                                                                                    | 712-715: هيجي هاتوري وقصر مصاص الدماء                                                                                    |
| 841        | بضائع غير موصلة 未配達の荷物                                             | 722-723: خدمة توصيل الحلو والبارد                                                                                        | 722-723: خدمة توصيل الحلو والبارد                                                                                        | 722-723: خدمة توصيل الحلو والبارد                                                                                        |
| 842        | قطة خدمة التوصيل 猫の宅配便                                              | 722-723: خدمة توصيل الحلو والبارد                                                                                        | 722-723: خدمة توصيل الحلو والبارد                                                                                        | 722-723: خدمة توصيل الحلو والبارد                                                                                        |
| 843        | حزمة لكودو-ساماكاتا 工藤様方宅配物                                       | 722-723: خدمة توصيل الحلو والبارد                                                                                        | 722-723: خدمة توصيل الحلو والبارد                                                                                        | 722-723: خدمة توصيل الحلو والبارد                                                                                        |
| 844        | فواكه اليوم 本日のフルーツ                                               | 727-728: صندوق الكنز الممتلئ بالفواكه                                                                                    | 727-728: صندوق الكنز الممتلئ بالفواكه                                                                                    | 727-728: صندوق الكنز الممتلئ بالفواكه                                                                                    |
| 845        | منطقتنا ボクらの領域                                                     | 727-728: صندوق الكنز الممتلئ بالفواكه                                                                                    | 727-728: صندوق الكنز الممتلئ بالفواكه                                                                                    | 727-728: صندوق الكنز الممتلئ بالفواكه                                                                                    |
| 846        | القفل السحري 魔法の鍵                                                    | 727-728: صندوق الكنز الممتلئ بالفواكه                                                                                    | 727-728: صندوق الكنز الممتلئ بالفواكه                                                                                    | 727-728: صندوق الكنز الممتلئ بالفواكه                                                                                    |
| 847        | حتى أجمع السبعة كلها 7つ揃うまで                                         | 731-732: الصديق السابق الماكث بجوار مسرح الجريمة                                                                         | 731-732: الصديق السابق الماكث بجوار مسرح الجريمة                                                                         | 731-732: الصديق السابق الماكث بجوار مسرح الجريمة                                                                         |
| 848        | حركة مُعدَّة جيِّدًا 用意した一着                                              | 731-732: الصديق السابق الماكث بجوار مسرح الجريمة                                                                         | 731-732: الصديق السابق الماكث بجوار مسرح الجريمة                                                                         | 731-732: الصديق السابق الماكث بجوار مسرح الجريمة                                                                         |
| 849        | حركات تايكو المُثلى 太閤の手筋                                            | 731-732: الصديق السابق الماكث بجوار مسرح الجريمة                                                                         | 731-732: الصديق السابق الماكث بجوار مسرح الجريمة                                                                         | 731-732: الصديق السابق الماكث بجوار مسرح الجريمة                                                                         |
| 850        | هدف بوربون バーボンの目的                                                | 734: ذكريات جودي وفخ مشاهدة تفتح الزهور                                                                                  | 734: ذكريات جودي وفخ مشاهدة تفتح الزهور                                                                                  | 734: ذكريات جودي وفخ مشاهدة تفتح الزهور                                                                                  |